# توم كليمنتس
توم كليمنتس (بالإنجليزية: Tom Clements)‏ هو سياسي أمريكي، ولد في 1951 في سافانا في الولايات المتحدة. حزبياً، نشط في حزب الخضر الأمريكي.